# Slaget ved Blenheim
48°38′N 10°38′Ø / 48.633°N 10.633°Ø
Slaget ved Blenheim (også kendt som Slaget ved Höchstädt), der blev udkæmpet den 13. august 1704, var et stort slag i den Spanske Arvefølgekrig. Ludvig 14. af Frankrig forsøgte at slå den tyske kejser Leopold 1. ud af krigen ved at besætte Wien, hovedstaden i det habsburgske rige, og opnå en fordelagtig fredsaftale. Wien var i alvorlig fare. Kurfyrst Maximilian 2. Emanuel af Bayern og marskal Marsins styrker i Bayern truede vestfra, og marskal Vendômes store armé i Norditalien udgjorde en alvorlig trussel med en mulig offensiv gennem Brennerpasset. Wien var også under pres fra Rákóczis ungarske oprør østfra. Hertugen af Marlborough indså faren og besluttede at komme Wien til undsætning ved at marchere sine styrker sydpå fra Bedburg og hjælpe med til at fastholde kejser Leopold i den store alliance.
En kombination af vildledning og fremragende administration – der skulle skjule hans sande bestemmelsessted for både venner og fjender betød, at hertugen af Marlborough uhindret kunne marchere 400 km fra Nederlandene til Donau på fem uger. Efter at have sikret sig Donauwörth ved Donau, forsøgte englænderen at komme i kamp med kurfyrstens og Marsins hær, inden marskal Tallard kunne nå at bringe forstærkninger frem gennem Schwarzwald. De fransk-bayerske hærførere var imidlertid tilbageholdende med at kæmpe, før de følte sig tilstrækkelig stærke, og derfor begyndte de allierede at plyndre Bayern for at tvinge dem i kamp. Taktikken lykkedes ikke, men da Tallard ankom for at afstive kurfyrstens hær, og prins Eugen ankom med forstærkninger til de allierede, kom de to hære endelig i kamp ved bredden af Donau i og omkring landsbyen Blindheim. Et betydeligt antal danske hjælpetropper deltog i slaget på allieret side.
Slaget ved Blenheim huskes som et af vendepunkterne i den Spanske Arvefølgekrig. Den overvældende allierede sejr sikrede Wien mod den fransk-bayerske hær og forhindrede således, at den store alliance brød sammen. Bayern blev slået ud af krigen, og Ludvig den 14.'s håb om en hurtig sejr blev slukket. Frankrig havde tab på over 30.000, inklusive den øverstkommanderende, marskal Tallard, som blev ført til England som fange. Inden kampagnen i 1704 sluttede, havde de allierede erobret Landau foruden byerne Trier (Trèves) og Trarbach ved Mosel som forberedelse af det følgende års felttog ind i selve Frankrig.

## Baggrund
I 1704 var den Spanske Arvefølgekrig gået ind i sit fjerde år. Det foregående år havde været en succes for Frankrig og dets allierede, ikke mindst ved Donau, hvor marskal Villars og den bayerske kurfyrste havde opbygget en direkte trussel mod Wien, hovedstaden i det habsburgske monarki. Wien var blevet reddet af uenighed mellem de to hærførere, hvilket førte til, at den dygtige Villars blev skiftet ud med den knap så dynamiske marskal Marsin. Ikke desto mindre var truslen i 1704 stadig reel: Rákóczis ungarske oprør truede allerede på imperiets østside, og marskal Vendômes styrker truede med at invadere fra Norditalien. Ved hoffet i Versailles og Madrid var man sikker på, at Wien ville falde, hvilket næsten sikkert ville føre til den store alliances sammenbrud.
For at isolere Donauområdet fra allieret indblanding skulle marskal Villerois 46.000 tropper fastholde de 70.000 hollandske og engelske tropper ved Maastricht i Nederlandene, mens general de Coigny beskyttede Alsace mod overraskelser med et yderligere korps. De eneste tropper, som umiddelbart kunne indsættes i forsvaret af Wien, var Ludwig Wilhelm af Badens styrke på 36.000, som var stationeret i Stollhofen linjen, hvor de holdt øje med marskal Tallard i Strasbourg. Der var også en svag styrke på 10.000 mand under Hermann Otto 2. af Limburg-Styrum som holdt øje med Ulm.
Både den kejserlige, østrigske ambassadør i London, grev Wratislaw, og hertugen af Marlborough indså betydningen af situationen ved Donau. Hollænderne derimod, som klyngede sig til deres tropper for at beskytte landet, var imod en eventyrlig militær operation langt sydpå ved Donau og ville aldrig frivilligt gå med til en større svækkelse af styrkerne i Nederlandene. Da Marlborough indså, at den eneste måde at omgå de hollandske ønsker på, var ved hemmeligholdelse og svig, gik han i gang med at snyde sine hollandske allierede ved at lade, som om han flyttede sine tropper til Mosel-floden, en plan, som var godkendt i Haag, men når han først var kommet dertil, ville han undslippe hollænderne og slutte sig til østrigske styrker i Sydtyskland. "Mine hensigter", skrev hertugen fra Haag den 29. april til sin fortrolige i regeringen, Sidney Godolphin, "er at marchere med englænderne til Koblenz og udtale, at jeg vil føre felttog langs Mosel; men når jeg når dertil, vil jeg skrive til De Hollandske Generalstater, at jeg anser det for absolut nødvendigt at redde Kejserdømmet ved at marchere med tropperne under min kommando og forene dem med dem i Tyskland ... for at gennemføre tiltag med Prince Louis af Baden med henblik på en hurtig nedkæmpelse af kurfyrsten af Bayern."

## Optakt

### Hovedpersonernes march til Donau
En rød kålorm, hvorpå alle øjne straks blev rettet, begyndte at bevæge sig standhaftigt dag for dag over europakortet og trak hele krigen med sig. – Winston Churchill.
Marlboroughs march indledtes den 19. maj fra Bedburg, 30 km nordvest for Köln. Hæren (der var samlet af hertugens bror, general Charles Churchill) bestod af 66 eskadroner, 31 bataljoner og 38 kanoner og morterer, i alt 21.000 mand (hvoraf 16.000 var britiske tropper). Denne styrke voksede undervejs, så da Marlborough nåede Donau, var den på 40.000 (47 bataljoner, 88 eskadroner). Mens Marlborough anførte sin hær blev General Overkirk i en defensiv stilling i den hollandske republik for det tilfælde, at Villeroi angreb. Hertugen havde forsikret hollænderne, at hvis franskmændene skulle finde på at indlede en offensiv, ville han vende tilbage i tide, men Marlborough regnede med, at når han marcherede sydpå, ville den franske hærfører følge efter ham. Han fik ret i sin antagelse: Villeroi skyggede hertugen med 30.000 mand i 60 eskadroner og 42 bataljoner.
Der var adskillige militære farer ved en sådan operation: Marlboroughs kommunikationslinjer langs Rhinen ville være udsat for fransk indgriben, for de franske generaler kontrollerede flodens venstre bred. Sådan en lang march ville med stor sandsynlighed betyde, at mange mænd og heste gik tabt ved udmattelse og sygdom; men Marlborough var overbevist om, at det hastede – "Jeg er meget opmærksom på, at jeg påtager mig en stor opgave" havde han tidligere skrevet til Godolphin, "men hvis jeg handlede anderledes, ville Kejserdømmet falde…"
Mens de allierede forberedelser var gået i gang, havde franskmændene besvær med at holde marskal Marsin forsynet. Marsin havde opereret sammen med kurfyrsten af Bayern mod den kejserlige hærfører prins Ludwig af Baden og var i nogen grad afskåret fra Frankrig, idet hans eneste forsyningsvej gik gennem de klippefyldte pas i Schwarzwald. Den 14. maj lykkedes det med betydelig behændighed for marskal Tallard at bringe 10.000 mand forstærkninger og store forsyninger og våben gennem det vanskelige terræn ved at udmanøvrere baron Thüngen, den kejserlige general, som forsøgte at blokere hans vej. Tallard vendte derpå tilbage med sin egen styrke til Rhinen og omgik igen Thüngens forsøg på at blokere. Hele operationen var en fremragende militær bedrift.
Den 26. maj nåede Marlborough Koblenz, hvor Mosel løber ud i Rhinen. Hvis han ville angribe langs Mosel, skulle han nu dreje vestpå, men i stedet krydsede hæren den følgende dag Rhinen (og gjorde holdt for at medtage 5.000 ventende hannoveranere og preussere). "Der bliver intet felttog ved Mosel", skrev Villeroi, som havde indtaget en defensiv stilling ved floden, "englænderne er alle sammen rykket ind i Tyskland." Et andet muligt mål dukkede nu op i franskmændenes tanker – et allieret indfald i Alsace og et angreb mod byen Strasbourg. Marlborough tilskyndede dem til denne vurdering ved at bygge broer over Rhinen ved Philippsburg, en finte, som ikke blot tilskyndede Villeroi til at komme Tallard til hjælp ved forsvaret af Alsace, men som samtidig sikrede, at den franske plan om at rykke mod Wien forblev stoppet af usikkerhed.
Mens Villeroi skyggede hver af Marlboroughs bevægelser, viste den hollandske frygt for en øjeblikkelig fransk modoffensiv mod deres svækkede stillinger i Holland sig at være ubegrundet. I alle tilfælde havde Marlborough lovet at vende tilbage til Holland, hvis der udviklede sig et fransk angreb der, ved at færge sine tropper ned ad Rhinen på pramme med en fart af 130 km om dagen. Opmuntret af denne følelse af sikkerhed enedes Generalstaterne straks om at sende den danske styrke på 7 bataljoner og 22 eskadroner som forstærkning. Marlborough nåede Ladenburg på flodsletten mellem Neckar og Rhinen og gjorde dér holdt i tre dage, for at hans kavaleri kunne hvile ud og tillade kanoner og infanteri at nå frem. Den 6. juni ankom Marlborough til Wiesloch syd for Heidelberg. Den følgende dag svingede den allierede hær væk fra Rhinen mod bjergene i Schwäbische Alb og Donau på den anden side. Endelig stod det klart, hvad der var Marlboroughs mål.

### Strategi
Den 10. juni mødte hertugen for første gang lederen af det kejserlige krigsråd, prins Eugen – ledsaget af grev Wratislaw – i landsbyen Mundelsheim, halvvejs mellem Donau og Rhinen. Den 13. juni sluttede den kejserlige hærfører prins Ludwig af Baden sig til dem i Großheppach. De tre generaler havde kommandoen over en styrke på næsten 110.000 mand. På konferencen blev det besluttet, at Eugen skulle vende tilbage med 28.000 mand til Stollhofen-linjen ved Rhinen for at holde øje med Villeroi og Tallard og forhindre dem i at støtte den fransk-bayerske hær ved Donau. I mellemtiden skulle Marlboroughs og Badens styrker forenes til en styrke på 80.000 mand og marchere til Donau og udfordre kurfyrsten og Marsin, inden disse kunne få forstærkninger.
Velvidende om Marlboroughs mål mødtes Tallard og Villeroi i Landau i Alsace den 13. juni for hurtigt at lægge en handlingsplan, som kunne redde Bayern; men stivheden i den franske kommandostruktur betød, at afvigelser fra den oprindelige plan skulle godkendes i Versailles. Greven af Mérode-Westerloo, der ledede de flamske tropper i Tallards hær, skrev – "Èn ting er sikker: vi udskød vor march fra Alsace alt for længe og helt uforklarligt." Godkendelsen fra kongen Ludvig ankom den 27. juni: Tallard skulle forstærke Marsin og kurfyrsten ved Donau via Schwarzwald med 40 bataljoner og 50 eskadroner. Villeroi skulle fastholde de allierede, som forsvarede Stollhofen-linjen, eller hvis de allierede flyttede alle deres styrker til Donau, skulle han forenes med marskal Tallard, mens general de Coignies skulle beskytte Alsace med 8.000 mand. Den 1. juli krydsede Tallards arme på 35.000 mand igen Rhinen ved Kehl og begyndte sin march.
I mellemtiden sluttede Marlboroughs styrker sig den 22. juni til Badens kejserlige styrker ved Launsheim. En strækning på 400 km var blevet tilbagelagt på fem uger. Takket være en omhyggeligt planlagt tidsplan var slitagen på styrken blev holdt nede på et minimum. Kaptajn Parker beskrev marchdisciplinen – "Mens vi marcherede gennem vore allieredes land, blev der udpeget kommissærer, som skulle forsyne os med alle nødvendigheder til mænd og heste ... soldaterne skulle bare opstille deres telte, koge vand og lægge sig ned og hvile." Som svar på Marlboroughs manøvrer flyttede kurfyrsten og Marsin, som var klar over, at de var i undertal med kun 40.000 tropper, deres styrker til en befæstet lejr ved Dillingen på Donaus nordlige bred. Marlborough kunne ikke angribe Dillingen, da han ikke havde belejringsartilleri – han kunne ikke medbringe nogen fra Nederlandene, og prins Ludwig havde undladt at levere nogen, selv om han havde lovet det.
De allierede havde alligevel behov for en base til forsyninger og et godt sted at krydse floden. Den 2. juli stormede Marlborough derfor i Slaget ved Schellenberg en nøglefæstning i højderne over byen Donauwörth. Count Jean d'Arco var blevet sendt af sted med 12.000 mand fra de fransk-bayerske lejr for at holde byen og den græsklædte bakke, men efter et voldsomt og blodigt slag, der medførte enorme tab på begge sider, blev Schellenberg til sidst erobret, hvilket tvang Donauwörth til at overgive sig kort efter. Kurfyrsten, som vidste, at hans stilling ved Dillingen nu var usikker, tog opstilling bag de stærke befæstninger i Augsburg.
Tallards march stillede i mellemtiden prins Eugen overfor et dilemma. Hvis de allierede ikke skulle komme i undertal ved Donau, måtte han enten afskære Tallard, inden han kunne nå frem, eller han måtte selv skynde sig at forstærke Marlborough. Hvis han imidlertid trak sig tilbage fra Rhinen, kunne Villeroi rykke sydpå og forene sig med kurfyrsten og Marsin. Prins Eugen valgte et kompromis. Han efterlod 12.000 tropper til at forsvare linjen ved Stollhofen og marchede af sted med resten af sin hær for at komme Tallard i forkøbet.
Da han var i undertal, kunne prins Eugen ikke for alvor afbryde Tallards march, men den franske marskals fremrykning blev alligevel ynkelig langsom. Tallards styrke havde lidt betydeligt mere end Marlboroughs tropper under sin march – mange af hans kavaleriheste led af snive, og bjergpassene var en hård udfordring for de 2.000 vogne med forsyninger. Lokale tyske bønder, som var vrede over den franske plyndring, bidrog til Tallards problemer, hvilket fik Mérode-Westerloo til at klage – "de ophidsede bønder dræbte adskillige tusinde af vore mænd, inden armeen var ud af Schwarzwald." Hertil kom, at Tallard havde insisteret på at belejre den lille by Villingen i seks dage (16.–22. juli), men opgav sit forehavende, da han opdagede, at prins Eugen nærmede sig.
Den 14. juli fik kurfyrsten i Augsburg besked om, at Tallard var på vej gennem Schwarzwald. De gode nyheder afstivede kurfyrsten i ikke at foretage sig noget og opmuntrede ham til at vente på forstærkninger. Men denne tilbageholdenhed overfor at kæmpe fik Marlborough til at gennemføre en kontroversiel plyndring af Bayern, hvor han lod afbrænde bygninger og afgrøder i det rige landsbrugsområde syd for Donau. Det havde to formål: For det første at lægge pres på kurfyrsten for at kæmpe eller slutte fred, inden Tallard nåede frem med forstærkninger, og for det andet at ødelægge Bayern som en base, hvorfra de franske og bayerske armeer kunne angribe Wien eller forfølge hertugen ind i Franken på et tidspunkt, han havde behov for at trække sig tilbage nordpå. Men ødelæggelsen kædet sammen med den langvarige belejring af Rain (9.–16. juli) fik prins Eugen til at klage "… efter indsatsen ved Donauwörth kan jeg ikke beundre dem," og senere konkluderede han: "Hvis han må tage hjem uden at have nået sit mål, vil det bestemt være ødelæggende for ham." Alligevel var det strategisk set lykkedes for hertugen at placere sine numerisk stærkere styrker mellem den fransk-bayriske arme og Wien.

### Endelige positionering
Marskal Tallard nåede Ulm med 34.000 mand og sluttede sig til kurfyrsten og Marsin i Augsburg den 5. august (selv om Tallard ikke var imponeret af, at kurfyrsten havde spredt sin hær som svar på Marlboroughs plyndringer i området). Også den 5. august nåede prins Eugen Höchstädt og red samme aften hen for at mødes med Marlborough i Schrobenhausen.
Marlborough vidste, at det var nødvendigt at have endnu et sted at kunne krydse Donau, for det tilfælde at Donauwörth faldt i fjendens hænder. Derfor forlod de første af Badens 15.000 kejserlige tropper Marlborough (resten fulgte to dage senere) for at belejre den stærkt befæstede by Ingolstadt 30 km længere nede ad floden. Marlborough var ikke sikker på, at Baden kunne erobre byen, men med udsigt til at kurfyrsten ville komme ud af sit skjul for at undsætte byen, var Marlborough og Eugen lettede over at have en undskyldning for at blive fri for deres hidsige og muligvis upålidelige kollega.
Med prins Eugens styrker ved Höchstädt på Donaus nordlige bred og Marlboroughs ved Rain på den sydlige diskuterede Tallard og kurfyrsten, hvad deres næste træk skulle være. Tallard foretrak at vente, få nye forsyninger og lade Marlboroughs Donau-felttog gå i stå i de koldere uger i efteråret. Kurfyrsten og Marsin derimod var med de nye forstærkninger ivrige efter at trænge videre. De franske og bayerske hærførere enedes til sidst om en plan og besluttede at angribe prins Eugens styrke, der var mindst. Den 9. august begyndte de fransk-bayerske styrker at krydse over til nordsiden af Donau.
Den 10. august sendte prins Eugen en hastedepeche om, at han var i færd med at falde tilbage mod Donauwörth – "Fjenden er på vej. Det er næsten sikkert, at hele hæren krydser Donau ved Lauingen … sletten ved Dillingen er fyldt med tropper … alting, milord, handler om fart, og at De bringer dem i bevægelse til at mødes med mig i morgen, da jeg ellers frygter, at det vil være for sent." Med en række strålende marcher koncentrerede Marlborough sine styrker ved Donauwörth, og ved middagstid den 11. august var sammenkoblingen afsluttet.
I løbet af den 11. august pressede Tallard fremad fra flodovergangene ved Dillingen. Den 12. august var de fransk-bayerske styrker i lejr bag den lille flod Nebel i nærheden af landsbyen
Blindheim (som i det følgende kaldes Blenheim) på sletten ved Höchstädt. Samme dag gennemførte Marlborough og Eugen deres egen rekognoscering af de franske stilliger fra kirkespiret i Tapfheim og flyttede deres samlede styrker til Münster – 8 km fra den franske lejr. En fransk rekognosceringsstyrke under marquis de Silly stødte frem for at afprøve fjenden, men blev drevet bort af allierede tropper, som havde taget stilling for at dække den fremrykkende hærs pionerer, der arbejdede på at bygge broer over de talrige vandløb i området og forbedre vejen vestpå til Höchstädt. Marlborough flyttede hurtigt to brigader under ledelse af general Wilkes og brigadegeneral Rowe frem for at sikre den smalle strimmel land mellem Donau og det skovklædte Fuchsberg ved Schwenningen slugten.
Tallards arme var på 56.000 mand og 90 kanoner. Den store alliances hær var på 52.000 mand og 66 kanoner. Nogle allierede officerer, som var klar over, at fjenden var i overtal og klar over hans stærke forsvarsstilling, gjorde ophævelser over for Marlborough om faren ved at angribe, men hertugen stod fast: "Jeg kender faren, men et slag er absolut nødvendigt, og jeg stoler på, at modet og disciplinen blandt tropperne vil opveje vore svagheder". Marlborough og prins Eugen besluttede at vove alt og enedes om at angribe den følgende dag.

## Slaget

### Slagmarken
Slagmarken strakte sig over 6 km. Den yderste højrefløj af den fransk-bayerske arme var dækket af Donau. På den yderste venstrefløj lå de bølgende, fyrretræsdækkede bakker i Schwäbische Alb. Den lille flod Nebel (jorden var blød og sumpet på begge sider af den, og der var kun vadesteder hist og her), lå foran den franske linje. Den franske højrefløj var forankret i landsbyen Blenheim i nærheden af, hvor Nebel flyder ud i Donau. Landsbyen selv var omgivet af gærder, hegn, indesluttede haver og enge. Mellem Blenheim og den næste landsby Oberglau var hvedemarkerne blevet høstet og var nu ideelle for tropper at passere. Fra Oberglau til den næste bebyggelse Lutzingen var terrænet fyldt med grøfter, tykninger og brombærbuske og var et potentielt vanskeligt område for angriberne.

### Indledende manøvrer
Klokken 2.00 om morgenen den 13. august blev 40 eskadroner sendt frem mod fjenden fulgt kl. 3.00 af hovedstyrken fordelt på otte kolonner, der trængte over Kessel. Omkring kl. 6 nåede de Schwenningen, 3 km fra Blenheim. De britiske og tyske tropper, som havde holdt Schwenningen besat om natten, sluttede sig til resten og dannede en niende kolonne på venstre side af hæren. Marlborough og prins Eugen lagde de sidste planer. De allierede hærførere enedes om, at Marlborough skulle lede 36.000 tropper og angribe Tallards styrke på 33.000 på venstre fløj (herunder erobre landsbyen Blenheim), mens Eugen med 16.000 angreb kurfyrstens og Marsins samlede styrker på 23.000 tropper på højre fløj. Hvis dette angreb blev ført hårdt igennem, ville kurfyrsten og Marsin ikke have tropper, der kunne sendes til hjælp for Tallard på deres højre fløj. Generalløjtnant John Cutts skulle angribe Blenheim samtidig med Eugens angreb. Med de franske flanker beskæftigede, ville Marlborough kunne krydse Nebel og indsætte det afgørende stød mod franskmændene i deres centrum. Marlborough ville imidlertid være nødt til at vente på, at Eugen var i stilling, inden slaget kunne begynde.
For Tallard var et angreb fra de allierede det sidste, han ventede den morgen. Han var blevet vildledt af de fanger, de Silly havde taget den foregående dag og var sikker på, at han selv lå i en sikker stilling. Tallard og hans kolleger var sikre på, at Marlborough og Eugene var på vej til at trække sig tilbage mod Nördlingen i nordøst. Tallard skrev en rapport herom til Ludvig 14. om morgenen, men han havde dårligt sendt budbringeren af sted, inden den allierede hær begyndte at dukke op over for hans lejr. "Jeg kunne se fjenden rykke stadig nærmere i ni store kolonner" skrev Mérode-Westerloo, " ... de fyldte hele sletten fra Donau til skovene i horisonten." Signalkanoner blev afskudt for at tilkalde de fouragerende delinger og forposter, da de franske og bayerske tropper forsøgte at stille op i slagorden for at møde den uventede trussel.
Omkring kl. 8 åbnede det franske artilleri på højre fløj ild, hvilket blev besvaret af oberst Bloods kanonbatterier. Kanonerne blev hørt af Baden i hans lejr uden for Ingolstadt, "Prinsen og hertugen er i kamp i dag mod vest." skrev han til kejseren. "Himlen velsigne dem." En time senere klatrede Tallard, kurfyrsten og Marsin op i Blenheims kirketårn for at færdiggøre deres planer. Det blev besluttet, at kurfyrsten og Marsin skulle holde fronten fra bakkerne til Oberglau, mens Tallard skulle forsvare området fra Oberglau til Donau. De franske hærførere var imidlertid uenige om, hvordan man skulle udnytte Nebel floden. Tallards taktik – som blev modsagt af Marsin og Kurfyrsten, som mente at det var bedre at lade infanteriet rykke frem til selve floden – gik ud på at lokke de allierede over floden og så slippe kavaleriet løs på dem og skabe panik og forvirring, Mens fjenden kæmpede i engene, ville han blive fanget i krydsilden fra Blenheim og Oberglau. Planen var god, hvis alle dele blev gennemført, men den gav Marlborough mulighed for at krydse floden uden alvorlig modstand og udkæmpe det slag, han havde planlagt.

### Opstilling
De fransk-bayerske feltherrer opstillede deres styrker. I landsbyen Lutzingen placerede grev Maffei fem bayerske bataljoner med et stort batteri på 16 kanoner i udkanten af landsbyen. I skovene vest for Lutzingen tog syv franske bataljoner under marquis de Rozel opstilling. Mellem Lutzingen og Oberglau placerede kurfyrsten 27 eskadroner kavaleri – grev d'Arco førte 14 bayerske eskadroner og grev Wolframsdorf havde yderligere 13 til støtte i nærheden. Til højre herfor stod Marsins 40 franske eskadroner og 12 bataljoner. Landsbyen Oberglau var pakket med 14 bataljoner under kommando af marquis de Blainville (heriblandt effektive irske lejesoldater, der gik under navnet 'Wild Geese'). Seks batterier kanoner var placeret ved siden af landsbyen. Til højre for disse franske og bayerske stillinger, mellem Oberglau og Blenheim, opstillede Tallard 64 franske og vallonske eskadroner (16 hentet fra Marsin) støttet af ni franske bataljoner, som stod i nærheden af vejen til Höchstädt. I kornmarkerne ved Blenheim stod tre bataljoner fra Regiment de Roi. Ni bataljoner under kommando af marquis de Clérambault holdt selve landsbyen besat. Fire bataljoner stod bagved og yderligere 11 var i reserve. Disse bataljoner blev støttet af Hautefeuilles 12 eskadroner af afsiddede dragoner. Klokken 11.00 var Tallard, kurfyrsten og Marsin på plads. Mange af de allierede generaler var tøvende overfor at angribe en så forholdsvis stærk stilling. Earl of Orkney indrømmede senere, at "var jeg blevet spurgt om min mening, ville jeg have været imod det."
Prins Eugen skulle være i stilling kl. 11.00, men på grund af det vanskelige terræn og beskydningen fra fjenden gik det langsomt. Lord Cutts kolonne, som kl. 10 havde jaget fjenden væk fra to vandmøller ved Nebel, havde allerede taget opstilling ved floden over for Blenheim og måtte de de næste tre timer udholde alvorlig beskydning fra et 6 kanoners batteri placeret nær landsbyen. Resten af Marlboroughs arme, som ventede i deres geledder på den forreste skråning, måtte også udholde beskydningen fra det franske artilleri og led tab på 2.000 døde og sårede, endnu inden angrebet var begyndt. I mellemtiden reparerede ingeniører en stenbro over Nebel og byggede fem yderligere broer og overgange over engene mellem Blenheim og Oberglau. Marlboroughs nervøsitet blev endelig bragt til ende, da oberst Cadogan lige efter middag kunne rapportere, at Eugens preussiske og danske infanteri var på plads – og ordren til generel fremrykning blev givet. Klokken 13 fik Cutts ordre til at angribe landsbyen Blenheim, mens prins Eugen blev anmodet om at angribe Lutzingen på de allieredes højre flanke.

### Blenheim
Cutts beordrede brigadegeneral Archibald Rowes brigade til at angribe. Det britiske infanteri rejste sig fra bredden af Nebel og marcherede roligt mod Blenheim, en afstand på ca. 130 meter. John Fergusons britiske brigade støttede Rowes venstre fløj og rykkede perfekt synkroniseret frem mod barrikaderne mellem landsbyen og floden, der blev forsvaret af Hautefeuilles dragoner. Da afstanden var omkring 25 meter, affyrede franskmændene en dødbringende salve. Rowe havde givet ordre til, at ingen skulle skyde, før han havde stukket til palisaderne med sin sabel, men da han trådte frem for at give signalet, faldt han dødeligt såret om.
De overlevende i de forreste kompagnier sluttede op i hullerne i geleddet og styrtede fremad. Små grupper gennembrød forsvaret, men gentagne franske byger af kugler tvang briterne tilbage mod Nebel med store tab. Da angrebet gik i stå, faldt 8 eskadroner af elite Gens d'Armes, under ledelse af den schweiziske veteranofficer Beat-Jacques von Zurlauben over briterne og huggede ind på den udsatte flanke af Rowes eget regiment. Wilkes hessiske brigade, som lå i nærheden i græsset ved vandkanten stod fast og slog angrebet fra Gens d'Armes tilbage med en stadig ild og gjorde det muligt for briterne og hesserne at omgruppere og iværksætte et nyt angreb.
Selv om de allierede igen blev slået tilbage, bar disse vedvarende angreb mod Blenheim til sidst frugt, idet de skræmte Clérambault til at begå den værste franske fejl i slaget. Uden at have konsulteret Tallard beordrede Clérambault sine reservebataljoner ind i landsbyen, hvilket forstyrrede balancen i den franske stilling og modvirkede den talmæssige franske overlegenhed. "Mændene stod så tæt", skrev Mérode-Westerloo, "at de ikke havde plads til at skyde og langt mindre udføre nogen ordrer." Marlborough så denne fejl og stoppede Cutts i iværksættelsen af et tredje angreb og gav ham ordre til simpelthen at fastholde fjenden i Blenheim. Højest 5.000 allierede soldater holdt et dobbelt så stort antal franske infanterister og dragoner fanget.

### Lutzingen
… Prins Eugen og de kejserlige tropper var blevet slået tilbage tre gange, helt tilbage til skovene, og havde rigtig fået bank. – Mérode-Westerloo.
På de allieredes højre fløj kæmpede prins Eugens preussiske og danske styrker desperat mod de numerisk overlegne styrker under kurfyrsten og Marsin. Leopold 1. prins af Anhalt-Dessau førte fire brigader over Nebel for at angribe den godt befæstede stilling i Lutzingen. Her var Nebel floden en mindre forhindring, men det store batteri, som var opstillet i udkanten af landsbyen havde et godt skudfelt over det åbne terræn, som strakte sig til bebyggelsen Schwennenbach. Så snart infanteriet krydsede vandløbet, blev det ramt af Maffeis infanteri og skudsalver fra de bayriske kanoner, der var placeret både foran landsbyen og i siden ved skovlinjen mod højre. Trods store tab forsøgte preusserne at storme det store batteri, mens danskerne under Henrik von Scholten, forsøgte at drive det franske infanteri ud af krattene på den anden side landsbyen.
Mens infanteriet var i hård kamp, fandt Eugens kavaleri vej over Nebel. Efter en indledende succes blev hans første kavalerilinje under den kejserlige rytterigeneral Prins Maximilian af Hannover presset af den anden linje af Marsins kavaleri og blev tvunget tilbage over Nebel i forvirring. Alligevel kunne de udmattede franskmænd ikke følge op på deres fremgang, og de to kavaleristyrker forsøgte at omgruppere sig og bringe orden i rækkerne. Uden kavaleristøtte og i fare for omringning blev det preussiske og danske infanteri tvunget til at trække sig tilbage over Nebel. Der spredte sig panik blandt nogle af Eugens tropper, mens de krydsede vandløbet. Ti faner blev tabt til bayrerne, og hundreder blev taget til fange. Det var kun som følge af Eugens lederskab og den preussiske prins, at det kejserlige infanteri blev forhindret i at forlade slagmarken.
Efter at have fået samling på sine tropper i nærheden af Schwennenbach – et godt stykke forbi deres udgangspunkt – forberedte Eugen sig på at gennemføre et andet angreb anført af eskadronerne i anden linje under Hertugen af Württemberg-Teck; men igen blev de fanget i en morderisk krydsild fra artilleriet i Lutzingen og Oberglau og blev snart igen kastet tilbage i uorden. Franskmændene og bayerne var i næsten lige så stor uorden som deres modstandere, og de havde også behov for inspiration fra feltherren, kurfyrsten, som sås – " … ridende frem og tilbage og indgyde tropperne nyt mod." Anhalt-Dessaus danske og preussiske infanteri angreb for anden gang, men kunne ikke fastholde det vundne uden fornøden støtte. Igen faldt de tilbage over vandløbet.

### Centrum og Oberglau
… de begyndte at passere [engene og Nebel floden] så hurtigt, som det vanskelige terræn tillod det. – Churchills præst.
Mens disse begivenheder fandt sted ved Blenheim og Lutzingen, forberedte Marlborough sig på at krydse Nebel. Det midterste af linjen under kommando af hertugens bror, general Charles Churchill, bestod af infanteribataljoner opstillet i to rækker. Syv bataljoner foran for at sikre et fodfæste over Nebel og 11 bataljoner bagved som sørgede for dækning fra den allierede side af vandløbet. Mellem infanteriet var der i to linjer placeret 72 eskadroner kavaleri. Den første linje af infanterister skulle passere vandløbet først og marchere så langt frem på den anden side, som de kunne. Denne linje ville så danne formation og tillade kavaleriet at passere ved at efterlade huller i linjen, som var tilstrækkelig store til at kavaleriet kunne passere og tage opstilling forrest.
Marlborough beordrede formationen fremad. Igen angreb Zurlaubens Gens d'Armes og forsøgte på at slå Lumleys britiske kavaleri på flugt. De forbandt Cutts kolonne overfor Blenheim med Churchills infanteri. Da disse franske eliteenheder angreb, stod de over for fem britiske eskadroner under oberst Francis Palmes. Til franskmændenes bestyrtelse blev deres Gens d'Armes slået tilbage i frygtelig uorden, forfulgt et godt stykke forbi Maulweyer vandløbet, som strømmer gennem Blenheim. "Hvad? Er det muligt?" udbrød kurfyrsten, "de franske herrer flygter?" Palmes forsøgte imidlertid at forfølge sin succes, men blev slået tilbage i nogen forvirring af andet fransk kavaleri og musketild fra udkanten af Blenheim.
Ikke desto mindre var Tallard alarmeret over, at eliteenheden var blevet slået på flugt og red hastigt over slagmarken for at bede Marsin om forstærkninger. Men da han blev hårdt presset af Eugen, hvis andet angreb netop var i fuld gang, afslog Marsin. Mens han konsulterede Marsin, blev mere af hans infanteri trukket ind i Blenheim af Clérambault. Selv om Tallard var klar over situationen, gjorde han intet for at rette op på denne alvorlige fejltagelse, hvilket efterlod ham med blot 9 bataljoner infanteri i nærheden af Höchstädt-vejen til at modstå fjendens koncentrerede rækker i centrum. Zurlauben forsøgte adskillige gange igen at forstyrre de allieredes opstilling på Tallards side af vandløbet. Hans forreste kavaleri gjorde udfald ned af skråningen mod Nebel. Men angrebene var ikke koordinerede, og de allieredes støtte skudsalver afskrækkede de franske ryttere.
Under disse træfninger blev Zurlauben dødeligt såret og døde to dage senere. Klokken var lige efter 15.
Det danske kavaleri under hertugen af Württemberg-Öels (ikke at forveksle med hertugen af Württemberg, som var underlagt prins Eugen), havde taget sin tid om at overskride Nebel ved Oberglau, mens det blev generet af Marsins infanteri ved landsbyen, og danskerne blev trængt tilbage over vandløbet. Oberst Horns hollandske infanteri havde held til at trænge franskmændene tilbage fra bredden, men det var tydeligt, at inden Marlborough kunne iværksætte sit hovedangreb mod Tallard, måtte Oberglau erobres.
Grev Horn fik af prinsen af Holstein-Beck ordre til at erobre landsbyen, men hans to hollandske brigader blev hugget ned af de franske og irske tropper, som tilfangetog og sårede prinsen dødeligt under kampen. Slaget var nu på vippen. Hvis Holstein-Becks hollandske kolonne blev nedkæmpet, ville hæren snart deles i to: Eugen fløj ville være isoleret fra Marlboroughs, og initiativet ville overgå til de fransk-bayerske styrker, som nu var i kamp på hele sletten. Da han så muligheden, beordrede Marsin sit kavaleri til at skifte fra at angribe Eugen og dreje mod højre og den åbne flanke af Churchills infanteri, som var trukket op foran Unterglau. Marlborough (som havde krydset Nebel på en midlertidig bro for personligt at overtage ledelsen), beordrede Hulsens hannoveranske bataljoner til at støtte det hollandske infanteri. En hollandsk kavaleribrigade under Averock blev også kaldt frem, men var snart under pres fra Marsins mere talrige eskadroner.
Marlborough anmodede nu Eugen om at frigøre grev Hendrick Fugger og hans kejserlige kyrasserbrigade til at hjælpe med at slå det franske kavalerifremstød tilbage. Trods hans egen desperate kamp adlød prinsen straks, og demonstrerede herved den høje tillid og det gensidige samarbejde mellem de to generaler. Selv om Nebel-vandløbet lå mellem Fuggers og Marsins eskadroner, blev franskmændene tvunget til at skifte front for at møde denne nye trussel og fjernede derved Marsins mulighed for at angribe Marlboroughs infanteri i siden. Fuggers kyrasserer angreb, og da de ramte i en fordelagtig vinkel, kastede de Marsins eskadroner tilbage i uorden. Med støtte fra oberst Bloods batterier havde det hessiske, hannoveranske og hollandske infanteri – som nu var under kommando af grev Berensdorf – held til at trænge det franske og irske infanteri tilbage ind i Oberglau, så de ikke igen kunne true Churchills flanke, mens han rykkede frem mod Tallard. Den franske kommandant i landsbyen, Marquis de Blainville, var en af de mange faldne.

### Gennembrud
De [franske] fodsoldater forblev i den bedste orden, jeg nogensinde har set, indtil de blev skåret i stykker næsten i rang og geled. – Lord Orkney.
Klokken 16 og med fjendtlige tropper under belejring i Blenheim og Oberglau var det allierede centrum med 81 eskadroner (ni eskadroner var blevet overført fra Cutts kolonne) støttet af 18 bataljoner solidt plantet midt i den franske linje bestående af 64 eskadroner og 9 bataljoner af nye rekrutter. Der var nu en pause i slaget. Marlborough ønskede, at angrebet skulle ske samtidig over hele fronten, og Eugen havde brug for tid til at reorganisere sine tropper efter at være blevet slået tilbage for anden gang.
Lige efter kl. 17 var alting parat langs den allierede front. Marlboroughs to linjer af kavaleri var nu rykket frem foran hertugens kamplinje med to understøttende linjer af infanteri bag dem. Mérode-Westerloo forsøgte at frigøre noget af det franske infanteri, som var stuvet sammen i Blenheim, men Clérambault beordrede tropperne tilbage ind i landsbyen. Det franske kavaleri satte igen ind mod den forreste linje – Lumleys englændere og skotter på de allieredes venstre fløj og Hompeschs hollandske og tyske eskadroner på den allierede højrefløj. Tallards eskadroner, som savnede infanteristøtte, var trætte og udslidte, men fik alligevel presset de allieredes forreste linje tilbage til deres infanteristøtte. Da slaget stadig ikke var afgjort, måtte Marlborough give en reprimande til en af sine kavaleriofficerer, som forsøgte af forlade slagmarken: "Sir, De tager fejl, fjendens linjer ligger i den retning… " Nu, på ordre fra hertugen, blev den anden linje under von Bulow og greven af Ost-Friese beordret frem ,og da de stødte frem i centrum, lykkedes det endelig for de allierede at slå Tallards trætte kavaleri på flugt. Med kavaleriet på vild flugt kæmpede de resterende ni franske infanteribataljoner med desperat mod, mens de forsøgte at danne kvadrater, men det var håbløst. De franske bataljoner blev løbet over ende af oberst Bloods nærkampsartilleri og ild fra delinger. Mérode-Westerloo skrev senere: "[De] døde alle hvor de stod, placeret ude på den åbne slette uden støtte fra nogen."
Hovedparten af Tallards retirerende tropper tog retning mod Höchstädt, men de fleste nåede ikke i sikkerhed i byen og faldt i stedet i Donau, hvor op imod 3.000 franske kavalerister druknede. Andre blev hugget ned af det forfølgende kavaleri. Marquis de Gruignan forsøgte et modangreb, men han blev let kastet til siden af de triumferende allierede. Efter en sidste samling bag teltene i sin lejr, hvor han kom med opfordringer til at stå fast og kæmpe, blev marskal Tallard hvirvlet ind i flugten og presset mod Sonderheim. Omringet af en eskadron hessiske tropper overgav Tallard sig til oberstløjtnant de Boinenburg, Prinsen af Hessen-Kassels aide-de-camp og blev under eskorte sendt til Marlborough. Hertugen bød den franske hærfører velkommen. "Jeg er meget ked af, at en så ond ulykke har ramt en soldat, som jeg har den højeste agtelse for." Med bukken og honnør blev marskallen eskorteret til Marlboroughs karet.

### Erobringen af Blenheim
… vore mænd kæmpede i og gennem ilden … indtil mange på begge sider var brændt til døde. – Menig Deane, Grenadier Guards.
I mellemtiden havde de allierede igen angrebet det bayerske holdepunkt i Lutzingen.
Prins Eugen blev imidlertid irriteret over indsatsen fra sit kejserlige kavaleri, hvis tredje angreb var slået fejl. Han havde allerede skudt to af sine ryttere for at forhindre en generel flugt. Derpå, idet man med afsky erklærede, at han ønskede at "kæmpe blandt modige mænd og ikke blandt kujoner" gik han til angreb sammen med det preussiske og danske infanteri, og det samme gjorde Dessauer, som svingede en regimentsfane for at inspirere sine tropper. Denne gang lykkedes det for preusserne at storme det store bayerske batteri og overmande kanonbesætningerne. På den anden side af landsbyen besejrede Henrik von Scholtens danskere det franske infanteri i en desperat kamp mand-mod-mand med bajonetter. Da de så, at centrum var brudt sammen, besluttede kurfyrsten og Marsin, at slaget var tabt, og ligesom resterne af Tallards hær flygtede de fra slagmarken (om end i bedre orden end Tallards mænd). Forsøg på at organisere en allieret styrke, der skulle forhindre Marsins tilbagetrækning, slog fejl på grund af udmattelse blandt kavaleriet og stigende forvirring på slagmarken.
Marlborough måtte nu rette sin opmærksomhed væk fra de flygtende fjerder og give Churchill ordre til at indsætte mere infanteri i en storm mod Blenheim. Orkneys infanteri, Hamiltons britiske brigade og St Pauls hannoveranere rykkede over de nedtrampede hvedemarker til hytterne. Hårde mand-mod-mand kampe tvang efterhånden franskmændene ind mod landsbyens centrum i og omkring den muromkransede kirkegård, som var blevet forberedt til forsvar. Hay og Ross' afsiddede dragoner blev også sat ind, men led under et modangreb fra regimenterne fra Artois og Provence under ledelse af oberst de la Silvière. Oberst Belvilles hannoveranere blev også indsat i slaget for at afstive og opmuntre dragonerne og gik endnu en gang til angreb. De allieredes fremgang var langsom og vanskelig, og ligesom forsvarerne led de store tab.
Mange af hytterne var nu i brand, hvilket dækkede slagmarken i røg, og drev forsvarerne ud af deres stillinger. Da han hørte lyden af kamp i Blenheim, sendte Tallard en meddelelse til Marlborough, hvor han tilbød at give garnisonen ordre til at trække sig tilbage fra slagmarken.
"Meddel Monsieur Tallard," svarede hertugen, "at i den situation han nu befinder sig i, har han ingen kommando." Alligevel var den allierede feltherre ivrig efter en hurtig afslutning, da tusmørket sænkede sig. Det franske infanteri forsøgte hårdnakket at fastholde sin stilling i Blenheim, men dets kommandant var intetsteds at finde. Clérambaults insisteren på at holde sin store styrke inde i landsbyen beseglede hans skæbne den dag.
Da han indså, at hans taktiske fejl havde bidraget til Tallards nederlag i centrum, flygtede Clérambault fra Blenheim og de 27 bataljoner, der forsvarede landsbyen, og rapporteredes druknet i Donau under flugten.
På dette tidspunkt var Blenheim under angreb fra alle sider fra tre britiske generaler: Cutts, Churchill og Orkney. Franskmændene havde slået alle angreb tilbage med store tab, men mange havde set, hvad der var sket på sletten, og hvad konsekvensen ville blive for den. Deres hær var på flugt, og de var afskåret. Orkney, som angreb bagfra, prøvede nu en ny taktik – "… jeg fik i hovedet at indlede forhandlinger," skrev han senere, "hvilket de accepterede, og og straks efter kapitulerede deres brigadegeneral de Nouville til mig for at blive fange på nåde og unåde og nedlægge våbnene." Truet af allierede kanoner fulgte andre enheder deres eksempel; men det var først klokken 21, at marquis de Blanzac, som havde overtaget kommandoen i Clérambaults fravær, tøvende accepterede nederlagets uundgåelighed og omkring 10.000 mand af Frankrigs bedste infanteri havde nedlagt deres våben.
Under disse begivenheder var Marlborough stadig i sadlen og forfulgte den nedkæmpede fjende.
Under en kort pause nedskrev han en kort meddelelse til sin kone Sarah på bagsiden af en gammel kroregning: "Jeg har ikke tid til at sige mere end at bede dig om at hilse dronningen og lade hende vide, at hendes hær har vundet en storslået sejr."

## Efterspil
De franske tab var enorme: over 30.000 dræbte, sårede og savnede. Hertil kom, at myten om de uovervindelige franskmænd var blevet knust, og Ludvig 14. håb om en hurtig og sejrrig fred var vredet ud af hans hænder. Mérode-Westerloo opsummerede fejlene ved Tallards hær således: "Franskmændene tabte dette slag af mange grunde. En af dem var, at de havde for høje tanker om deres egne evner … En anden var deres fejlagtige dispositioner på slagmarken, og hertil var der en om sig gribende mangel på disciplin og mangel på erfaring … Det krævede alle disse fejltagelser for at tabe et så berømt slag." Det var en hård kamp, som fik prins Eugen til at sige: "Jeg har ikke en eskadron eller en bataljon, som ikke angreb mindst fire gange." Alligevel var slaget ved Blenheim formentlig den mest afgørende sejr i krigen: Marlborough og Eugen, der arbejdede hver for sig, men i samarbejde, havde reddet det habsburgske rige og og havde dermed reddet den store alliance fra at bryde sammen. München, Augsburg, Ingolstadt, Ulm og hele resten af Bayern faldt snart i hænderne på de allierede. Ved Traktaten i Ilbersheim, der blev underskrevet den 7. november 1704, blev Bayern lagt under østrigsk militærstyre, hvilket gjorde det muligt for habsburgerne at udnytte dets ressourcer under resten af krigen.
Resten af Kurfyrsten af Bayerns og marskal Marsins fløj haltede tilbage til Strasbourg, og mistede yderligere 7.000 mand ved deserteringer. Selv om han fik tilbudt at forblive regent i Bayern (under stramme betingelser i form af en alliance med Østrig) forlod kurfyrsten sit land og familie for at fortsætte krigen mod de allierede fra de de Spanske Nederlande, hvor han stadig var generalguvernør. Den øverstkommanderende den dag, marskal Tallard, som i modsætning til sine underordnede ikke var blevet udvekslet eller betalt løsesum for, blev ført til England og indespærret i Nottingham indtil hans løsladelse i 1711.
Felttoget i 1704 varede betydelig længere end normalt, da de allierede forsøgte at vride den størst mulige fordel ud af det. Da de var klar over, at Frankrig var for mægtigt til, at man kunne tvinge det til at slutte fred på baggrund af en enkelt sejr, mødtes prins Eugen, Marlborough og Baden for at planlægge deres næste skridt. For det følgende år foreslog hertugen et felttog langs Moseldalen for at flytte krigen dybt ind i Frankrig. Det krævede erobring af den store fæstning Landau, som bevogtede Rhinen og byerne Trier og Trarbach ved Mosel. Trier blev erobret den 26. oktober, og Landau faldt den 23. november til markgreven af Baden og prins Eugen. Da Trarbach faldt den 20. december, sluttede felttoget i 1704.
Marlborough vendte tilbage til England den 14. december (jul) og modtog hyldesten fra dronning Anne og hele landet. I de første dage af januar blev de 110 kavalerifaner og 128 infanterifaner, som blev erobret under slaget, båret i procession til Westminsterpaladset. Men der var stadig mere i vente. I februar tildelte dronning Anne, som havde udnævnt Marlborough til hertug i 1702, ham Woodstock i Oxfordshire og lovede ham en sum på £240.000 til at bygge et passende hus som gave fra en taknemmelig krone som anerkendelse for hans sejr – en sejr, som den britiske historiker Sir Edward Creasy betragtede som et af de afgørende slag i historien. Han skrev: "Havde det ikke været for slaget ved Blenheim, kunne hele Europa den dag i dag lide under effekten af franske erobringer, der mindede om Alexander den stores i udstrækning og Romerriget i varighed."
Den dag i dag er Blenheim Palace den eneste britiske bolig med betegnelsen "palace" som ikke tilhører kongehuset. Det tilhører stadig Hertugen af Marlborough.